# ...Ready for It?
...Ready for It? is een nummer van de Amerikaanse zangeres Taylor Swift uit 2017. Het is de tweede single van haar zesde studioalbum Reputation.
Het nummer werd voornamelijk in Engelssprekende landen een grote hit. In Swifts thuisland de Verenigde Staten haalde "...Ready for It?" de 4e positie in de Billboard Hot 100. In de niet-Engelsprekende, Europese landen deed het nummer het over het algemeen iets minder goed. In Nederland haalde het bijvoorbeeld slechts de 76e positie in de Single Top 100.